# Женева-Аеропорт (станція)
46°13′57″ пн. ш. 6°06′43″ сх. д. / 46.232548055556° пн. ш. 6.1119788888889° сх. д.
Женева-Аеропорт (фр. Gare de Genève-Aéroport) — залізнична станція, розташована під землею поруч із будівлею терміналу Міжнародного аеропорту Женеви у Гранд-Саконне, Женева, Швейцарія.

Станція є кінцевою залізниці Лозанна — Женева.
Станція розташована за 250 метрів від терміналу аеропорту що сполучено зі станцією критим переходом та дуже близько до виставкового центру Palexpo.